# Masanori Kizawa
Masanori Kizawa (Ibaraki, 2 juni 1969) is een voormalig Japans voetballer.

## Carrière
Masanori Kizawa speelde tussen 1988 en 2004 voor JEF United Ichihara, Cerezo Osaka, Albirex Niigata en Mito HollyHock.